# Harnischwelse
Die Harnischwelse (Loricariidae) sind eine in Mittel- und Südamerika vorkommende Familie der Ordnung der Welsartigen. Mit mehr als 80 Gattungen, über 820 beschriebenen und geschätzt 700 bis heute unbeschriebenen Arten sind sie die artenreichste Familie der Welsartigen und eine der artenreichsten Fischfamilien überhaupt.

## Verbreitung und Lebensräume
Harnischwelse sind vom südlichen Mittelamerika (Costa Rica, Panama) über das gesamte tropische Südamerika (einschließlich der Karibikinsel Trinidad) bis nach Uruguay und der südlichen Grenze des subtropischen Argentinien beheimatet. Sie leben sowohl in kühlen schnell strömenden Gebirgsflüssen als auch in warmen stehenden Gewässern und in allen drei Gewässertypen der südamerikanischen Tropen (Klarwasser, Weißwasser und Schwarzwasser).
Als Neozoon sind sie mittlerweile auch auf anderen Kontinenten in passenden Gewässern eingebürgert, z. B. in Indonesien.

## Merkmale
Allgemein besitzen sie einen abgeflachten, langgestreckten Körper und sind an den Körperseiten und bei einigen Arten auch auf der Bauchseite durch Knochenschilde gepanzert. Das Maul besitzt kräftige Lippen und ist zu einer Saugscheibe umgebildet. Dadurch ist es hervorragend daran angepasst, Aufwuchsnahrung von Steinen und Wurzeln abzuraspeln, und die Tiere können sich in schnell fließenden Gebirgsbächen durch Ansaugen an passenden Unterlagen festhalten. Es gibt auch Gattungen der Harnischwelse, die sich vorwiegend von Holz ernähren, etwa die Gattungen Panaque und Panaqolus.
Die Größe der Harnischwelse variiert sehr stark: von nur 3 bis 4 cm kleinen Zwergformen über mittelgroße Arten von etwa 12 bis 15 cm bis hin zu regelrechten Riesen, die auch schon einmal über 1 m Länge erreichen können.

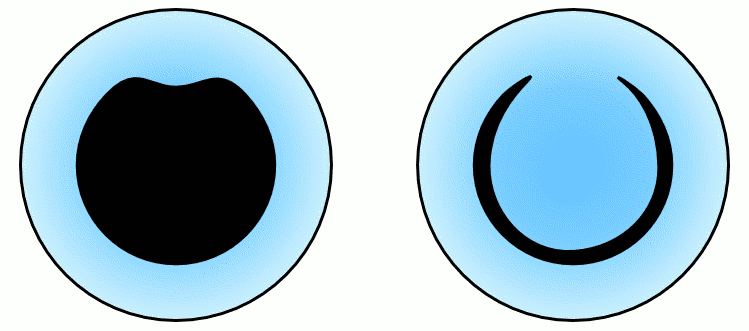
Bei den Loricariiden reguliert eine Omega-Iris den Lichteinfall ins Auge

Im Gegensatz zu den meisten anderen Knochenfischen besitzen Harnischwelse eine verstellbare Iris. Diese erinnert aufgrund ihrer Form an ein umgedrehtes griechisches Omega (Ω) und wird deshalb auch Omega-Iris genannt. Der obere Teil der Iris kann sich je nach Lichteinfall weiten oder zusammenziehen und sich so den Lichtverhältnissen anpassen. Wenn viel Licht in das Auge einfällt, bekommt die Iris die den Namen gebende Form.
Daneben besitzen die Harnischwelse wie die überwiegende Mehrzahl der Siluriformes rund um ihre Mäuler unterschiedlich viele und variabel gestaltete Barteln, die mit Flüssigkeit gefüllt sind und ein wesentliches Orientierungsmittel der Fische darstellen. Siehe auch Axillardrüse.

## Innere Systematik
Harnischwelse lassen sich oft nur sehr schwer bestimmen, da sie im Verlauf ihrer Entwicklung meist ihre Farbe und Form grundlegend wechseln können und dementsprechend das Aussehen juveniler und adulter Tiere einer Art sehr unterschiedlich sein kann. Als aktueller Anhaltspunkt zur Bestimmung der verschiedenen Gattungen und Arten können A Key to the Genera of Loricariidae und The genera of the Neotropical armored catfish subfamily Loricariinae: A practical key and synopsis gelten. Neu importierte, nicht exakt identifizierbare und wissenschaftlich bisher nicht beschriebenen Arten werden mit einem Codesystem, den L-Nummern, versehen.

### Unterfamilien und Gattungen

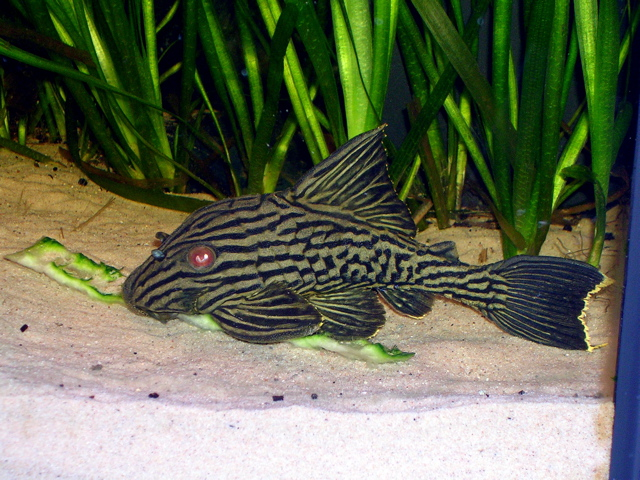
Panaque nigrolineatus

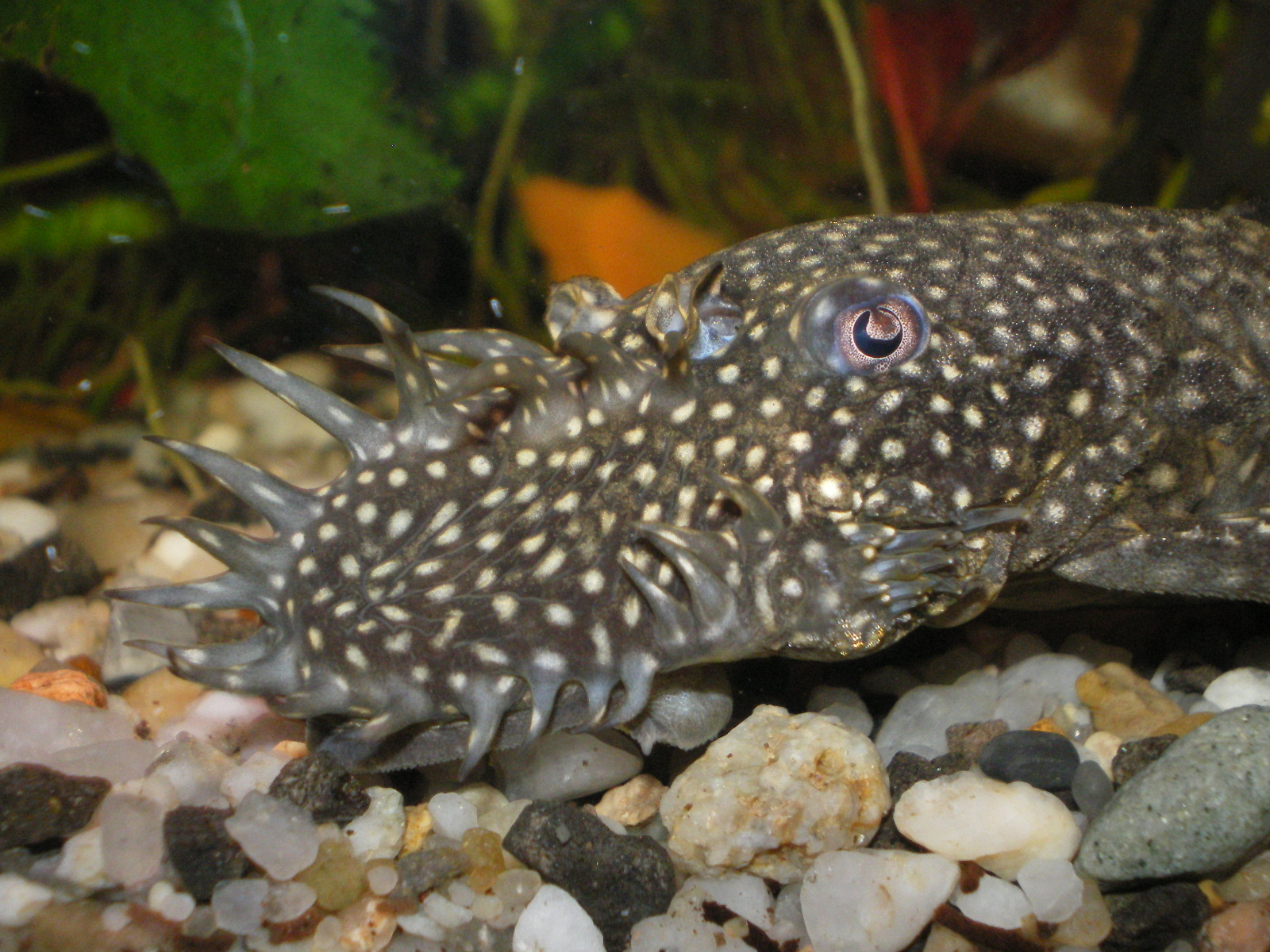
Ancistrus sp.

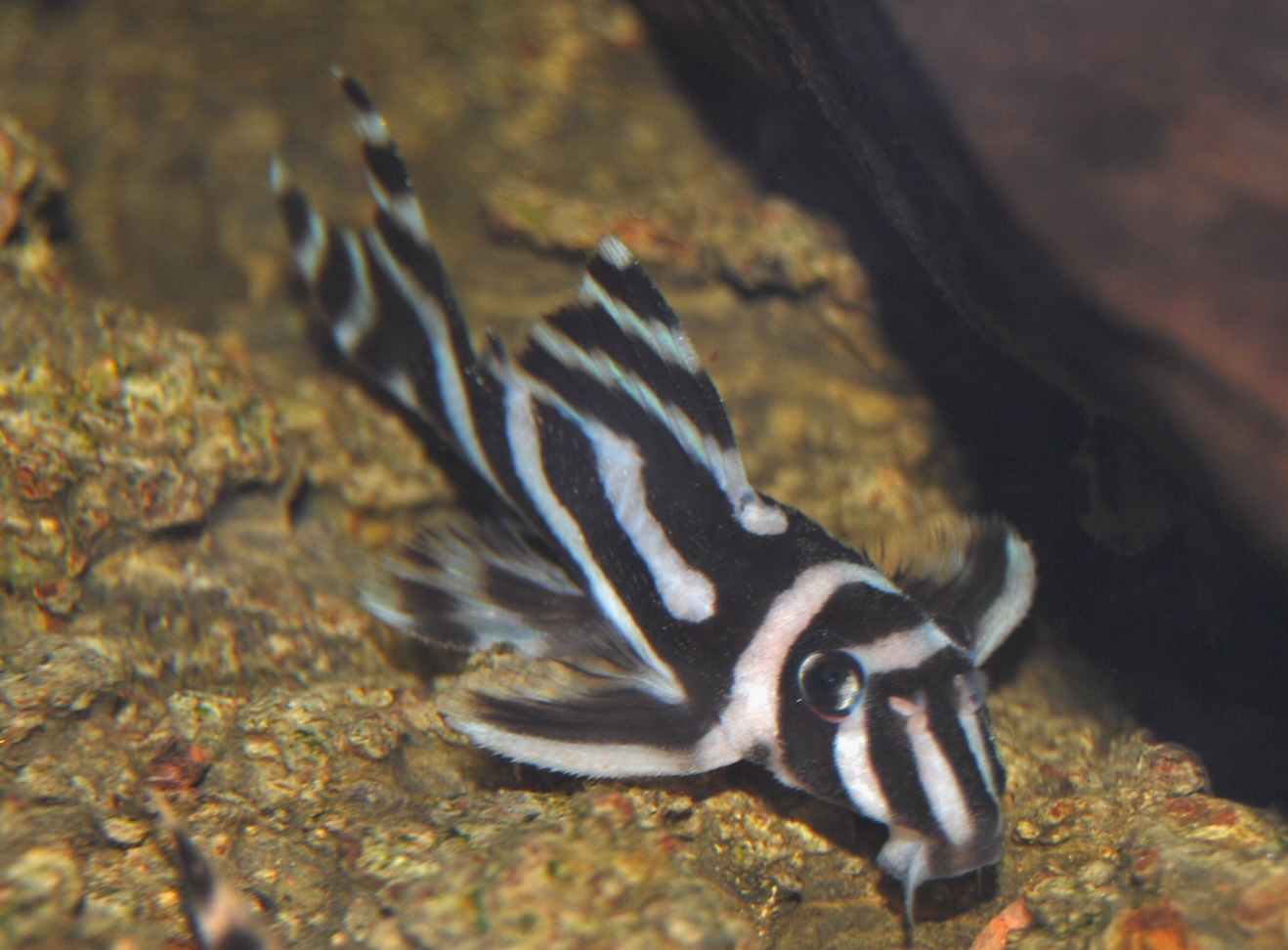
Hypancistrus zebra

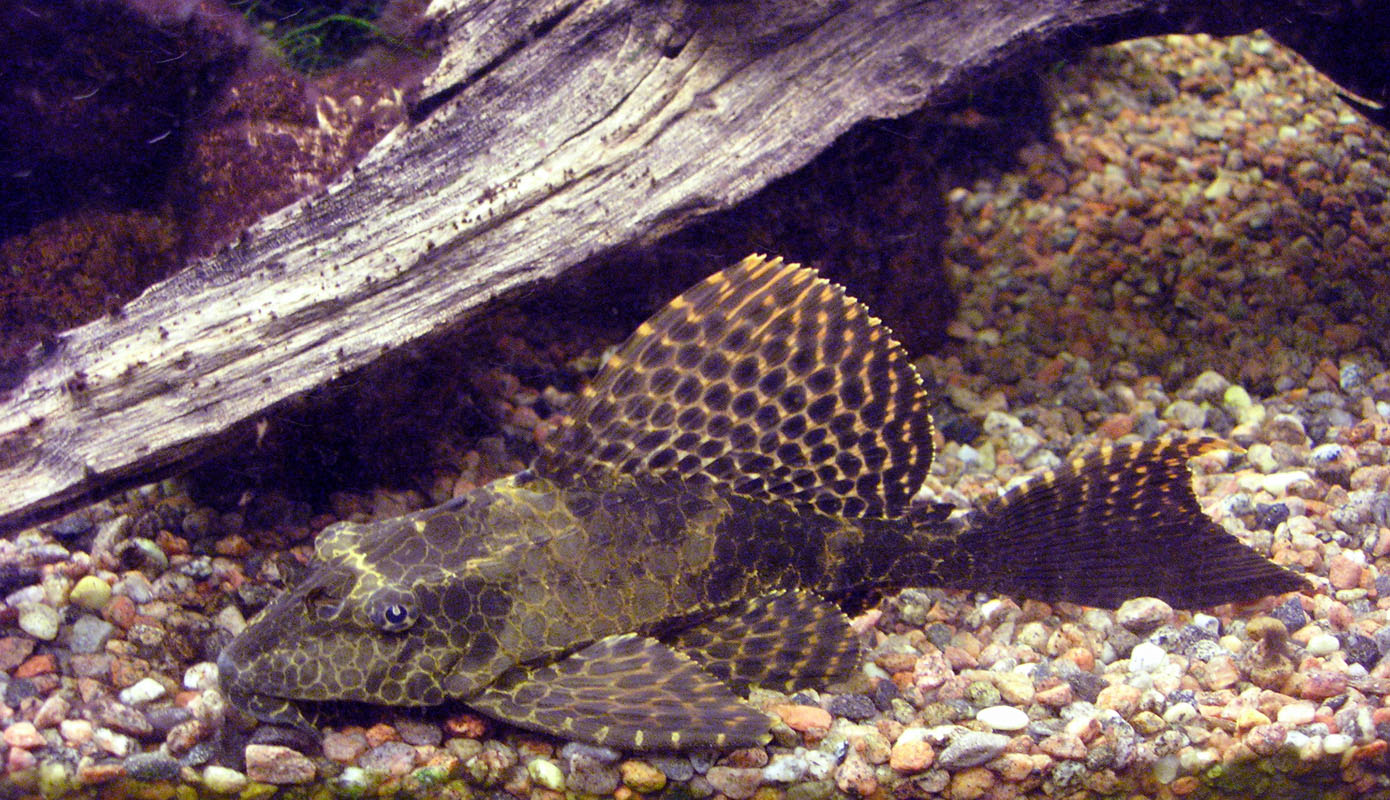
Pterygoplichthys gibbiceps

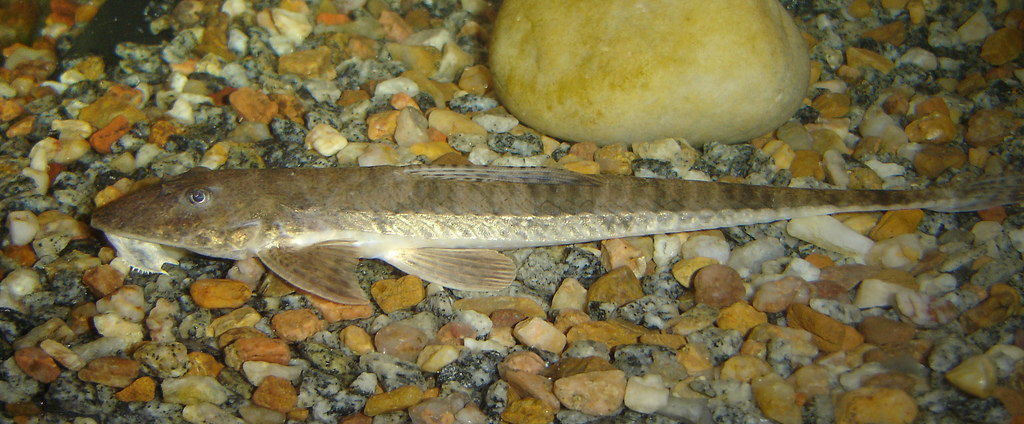
Rineloricaria longicauda

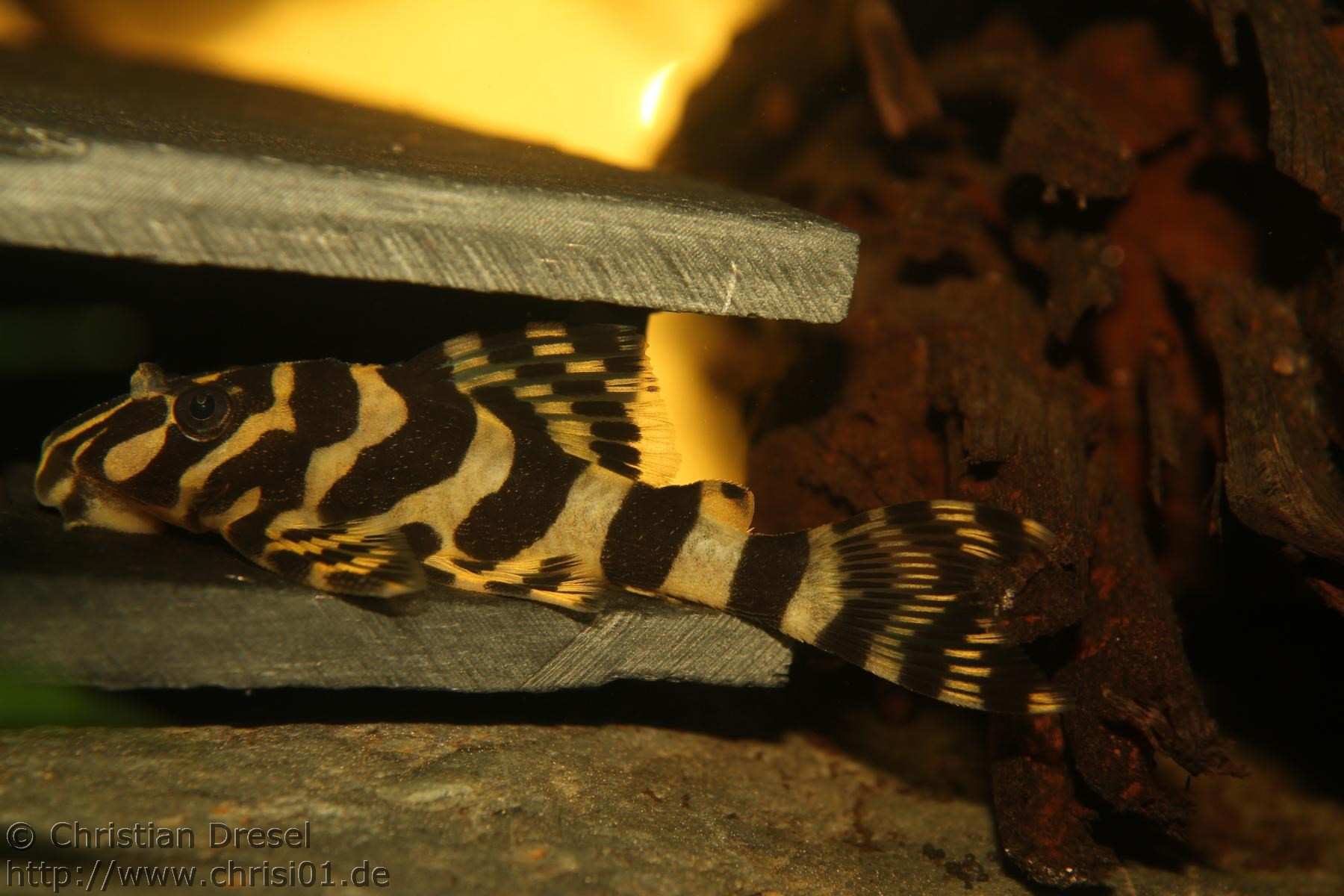
Peckoltia compta „L 134“

| Unterfamilie Lithogeneinae - Lithogenes Unterfamilie Delturinae - Delturus - Hemipsilichthys Unterfamilie Rhinelepinae - Rhinelepis - Pogonopoma - Pseudorhinelepis Unterfamilie Loricariinae Tribus Harttiini - Aposturisoma - Cteniloricaria - Farlowella - Harttia - Harttiella - Lamontichthys - Metaloricaria - Pterosturisoma - Sturisoma - Sturisomatichthys Tribus Loricariini - Spatuloricaria - Loricaria-Gruppe - Brochiloricaria - Loricaria - Paraloricaria - Ricola - Loricariichthys-Gruppe - Furcodontichthys - Hemiodontichthys - Limatulichthys - Loricariichthys - Pseudoloricaria - Pseudohemiodon-Gruppe - Apistoloricaria - Crossoloricaria - Dentectus - Planiloricaria - Pyxiloricaria - Rhadinoloricaria - Pseudohemiodon - Reganella - Rineloricaria-Gruppe - Dasyloricaria - Ixinandria - Rineloricaria | Unterfamilie Hypostominae Chaetostoma-Klade - Andeancistrus - Chaetostoma - Cordylancistrus - Dolichancistrus - Leptoancistrus - Transancistrus Tribus Ancistrini - Ancistrus - Araichthys - Corymbophanes - Dekeyseria - Guyanancistrus - Hopliancistrus - Lithoxancistrus - Lasiancistrus - Neblinichthys - Paulasquama - Pseudolithoxus - Soromonichthys Pseudancistrus-Klade - Pseudancistrus - Lithoxus-Klade - Exastilithoxus - Lithoxus Acanthicus-Klade - Acanthicus - Leporacanthicus - Megalancistrus - Pseudacanthicus Hemiancistrus-Klade - Baryancistrus - Hemiancistrus - Oligancistrus - Panaque - Parancistrus Tribus Hypostomini - Hypostomus - Pterygoplichthys Peckoltia-Klade - Aphanotorulus - Etsaputu Lujan - Hypancistrus - Isorineloricaria - Micracanthicus - Panaqolus - Peckoltia - Peckoltichthys - Scobinancistrus | Unterfamilie Hypoptopomatinae - Acestridium - Gymnotocinclus - Hypoptopoma - Lampiella - Macrotocinclus - Nannoptopoma - Niobichthys - Ohrgitter-Harnischwelse (Otocinclus) - Oxyropsis - Rhinolekos Unterfamilie Neoplecostominae - Hirtella - Isbrueckerichthys - Kronichthys - Microplecostomus - Neoplecostomus - Pareiorhina - Pareiorhaphis - Pseudotocinclus Unterfamilie Otothyrinae - Corumbataia - Curculionichthys - Epactionotus - Eurycheilichthys - Hisonotus - Microlepidogaster - Otothyris - Otothyropsis - Parotocinclus - Pseudotothyris - Schizolecis incertae sedis - Nannoplecostomus |

## Haltung in Aquarien
Zu den Harnischwelsen gehören zahlreiche Arten, die gerne in Aquarien gehalten werden. Sie sind daran zu erkennen, dass sie über ein Saugmaul verfügen, mit dem sie sich an der Scheibe oder Einrichtungsgegenständen festsaugen können. Besonders beliebt sind die algenfressenden Arten. Aber die Arten der zahlreichen Gattungen sind sehr unterschiedlich in ihren Ernährungsansprüchen, den gezeigten Verhaltensweisen, den zu erwartenden Endgrößen und sonstigen Bedürfnissen, sodass man sich vorher eingehend über die jeweilige Art erkundigen muss.
Bei der Haltung von Harnischwelsen sind möglichst scharfkantigen Gegenständen zu vermeiden, um Verletzungen vorzubeugen. Manche Arten verfügen außerdem über empfindliche Barteln, die andernfalls verletzt werden könnten. Die meisten Arten benötigen für ihr Wohlbefinden Versteckmöglichkeiten in Form von Höhlen oder Wurzeln. Aber auch hier ist es angesichts der enormen Artenvielfalt kaum möglich, allgemeingültige Aussagen zu treffen.
Die Nachzucht erweist sich in Aquarien mitunter als schwierig. Dennoch kommt es häufig zu spontanem Ablaichen, wie z. B. beim Braunen Antennenwels (Ancistrus sp.) auch ohne Zutun des Halters. Diese Harnischwelse laichen bevorzugt in Höhlen ab, gelegentlich werden die Gelege auch auf Holz oder Steinen abgelegt oder gar in selbst gegrabenen Höhlen. Bis zum Schlüpfen der Jungtiere betreiben die meisten Arten Brutpflege, wobei die Männchen die Verantwortung übernehmen.

## Weiterführende Literatur
- Jürgen Schmidt: Harnischwelse. Bede Verlag, Ruhmannsfelden 1998, ISBN 978-3-931792-67-1
- Ingo Seidel: Back to Nature. Handbuch für L-Welse. Dähne Verlag, Ettlingen 2008, ISBN 978-3-935175-27-2
- Ingo Seidel: Hypancistrus-Fibel: Die schönsten L-Welse im Aquarium. Dähne Verlag, Ettlingen 2010, ISBN 978-3-935175-61-6
- Ingo Seidel: Ingos Harnischweltzucht. Tetra Verlag, Berlin 2010, ISBN 978-3-89745-139-1
- Andreas Sprenger, Hans-Georg Evers: Wer weiß was über Harnischwelse? Tetra Verlag, Berlin 2000, ISBN 978-3-89745-181-0